# Champions Trophy der Damen 2008
Die 16. FIH Champions Trophy der Damen im Hockey hat vom 17. Mai bis zum 25. Mai 2008 in Mönchengladbach stattgefunden. Die sechs weltbesten Teams spielten im Hockeypark, wo auch schon die Feldhockey-Weltmeisterschaft der Herren 2006 stattgefunden hat. Die Niederlande waren Titelverteidiger und Weltmeister.
Der deutschen Hockeynationalmannschaft der Damen genügte ein 0:0 gegen Argentinien um am 24. Mai zum sechsten Mal in das Finale einzuziehen. Dort traf sie wieder auf die Argentinien, verlor das Finalspiel 6:2 und erreichte so den zweiten Platz.
Der Vorjahresgewinner Niederlande traf im Spiel um Platz 3 auf China und konnte sich in diesem Spiel mit 3:0 durchsetzen. Um Platz 5 spielten Australien und Japan. Australien gewann das Spiel mit 3:0.

## Teams
Von der FIH wurden folgende sechs Mannschaften als Teilnehmer festgelegt:
- Niederlande (Weltmeister 2006 und Titelverteidiger)
- Deutschland (Olympiasieger 2004 und Gastgeber)
- Australien
- China
- Argentinien
- Japan

## Mannschaften

### Argentinien
Cheftrainer: Gabriel Minadeo
| 1. Belén Succi (Torwart) 2. Magdalena Aicega 3. Rosario Luchetti 4. Alejandra Gulla 5. Luciana Aymar 6. Agustina Bouza 7. Agustina Soledad Garcia 8. Carla Rebecchi 9. Mariana González Oliva | 1. Mercedes Margalot 2. María de la Paz Hernández 3. Mariana Rossi 4. Paola Vukojicic (Torwart) 5. Mariné Russo 6. Gabriela Aguirre 7. Claudia Burkart 8. Silvina D'Elia 9. Noel Barrionuevo |

### Australien
Cheftrainer: Frank Murray
| 1. Suzanne Faulkner 2. Wendy Beattie 3. Casey Eastham 4. Megan Rivers 5. Kim Walker 6. Rebecca Sanders 7. Kate Hollywood 8. Emily Halliday 9. Madonna Blyth | 1. Jessica Arrold 2. Kobie McGurk 3. Rachel Imison (Torwart) 4. Angela Lambert 5. Melanie Wells 6. Hope Munro 7. Teneal Attard 8. Sarah Young 9. Nicole Hudson (Mannschaftskapitän) |

### China Volksrepublik
Cheftrainer: Kim Chang-Back
| 1. Chen Zhaoxia 2. Ma Yibo 3. Cheng Hui 4. Huang Junxia 5. Fu Baorong 6. Li Shuang 7. Gao Lihua 8. Tang Chunling 9. Zhou Wanfeng | 1. Sun Zhen 2. Zhang Yimeng 3. Li Hongxia 4. Ren Ye 5. Chen Qiuqi 6. Zhao Yudiao 7. Song Qingling 8. Li Aili 9. Pan Fengzhen |

### Deutschland
Cheftrainer: Michael Behrmann
| 1. Yvonne Frank (Torwart) 2. Tina Bachmann 3. Mandy Haase 4. Natascha Keller 5. Kerstin Hoyer 6. Nina Hasselmann 7. Eileen Hoffmann 8. Marion Rodewald 9. Fanny Rinne (Mannschaftskapitän) | 1. Anke Kühn 2. Anneke Böhmert 3. Janine Beermann 4. Maike Stöckel 5. Janne Müller-Wieland 6. Christina Schütze 7. Julia Müller 8. Lina Geyer 9. Kristina Reynolds (Torwart) |

### Japan
Cheftrainer: Yoo Seung-Jin
| 1. Ikuko Okamura 2. Keiko Miura 3. Mayumi Ono 4. Chie Kimura 5. Rika Komazawa 6. Miyuki Nakagawa 7. Sakae Morimoto 8. Kaori Chiba 9. Yukari Yamamoto | 1. Toshie Tsukui 2. Yuku Kitano 3. Sachimi Iwao 4. Akemi Kato (Mannschaftskapitän) 5. Tomomi Komori 6. Misaki Ozawa 7. Chinami Kozakura 8. Chie Akutsu 9. Yuka Yoshikawa |

### Niederlande
Cheftrainer: Marc Lammers
| 1. Lisanne de Roever (Torwart) 2. Eefke Mulder 3. Fatima Moreira de Melo (Mannschaftskapitän) 4. Renske van Geel 5. Fleur van Dooren 6. Wieke Dijkstra 7. Minke Smabers 8. Marieke Dijkstra 9. Carlijn Welten | 1. Roël Kuyvenhoven 2. Naomi van As 3. Claire Verhage 4. Marise Jongepier 5. Kiki Collot d'Escury 6. Eva de Goede 7. Carlien Dirkse van den Heuvel 8. Michelle van der Pols 9. Marilyn Agliotti |

## Tabelle
| Pl. |             | Sp. | Tore | Pkt. |                  |
| --- | ----------- | --- | ---- | ---- | ---------------- |
| 1.  | Argentinien | 5   | 7:4  | 13   | Finale           |
| 2.  | Deutschland | 5   | 7:4  | 10   | Finale           |
| 3.  | Niederlande | 5   | 7:5  | 9    | Spiel um Platz 3 |
| 4.  | China       | 5   | 9:12 | 5    | Spiel um Platz 3 |
| 5.  | Australien  | 5   | 8:9  | 4    | Spiel um Platz 5 |
| 6.  | Japan       | 5   | 6:9  | 4    | Spiel um Platz 5 |

## Spielplan

### Vorrunde
| Spielnummer – Datum – Uhrzeit | Team 1              | Team 2              | Ergebnis |
| ----------------------------- | ------------------- | ------------------- | -------- |
| 01 – 17. Mai 2008 – 13:00     | Australien          | Japan               | 2:0      |
| 02 – 17. Mai 2008 – 15:00     | Niederlande         | Deutschland         | 2:1      |
| 03 – 17. Mai 2008 – 17:00     | Volksrepublik China | Argentinien         | 2:1      |
| 04 – 18. Mai 2008 – 14:00     | Deutschland         | Australien          | 3:1      |
| 05 – 18. Mai 2008 – 16:00     | Niederlande         | Volksrepublik China | 3:1      |
| 06 – 18. Mai 2008 – 18:00     | Argentinien         | Japan               | 2:1      |
| 07 – 20. Mai 2008 – 18:00     | Australien          | Argentinien         | 1:2      |
| 08 – 20. Mai 2008 – 20:00     | Japan               | Deutschland         | 1:2      |
| 09 – 21. Mai 2008 – 16:00     | Volksrepublik China | Australien          | 3:3      |
| 10 – 21. Mai 2008 – 18:00     | Japan               | Niederlande         | 1:0      |
| 11 – 22. Mai 2008 – 14:00     | Deutschland         | Volksrepublik China | 2:0      |
| 12 – 22. Mai 2008 – 16:00     | Argentinien         | Niederlande         | 2:0      |
| 13 – 24. Mai 2008 – 12:00     | Deutschland         | Argentinien         | 0:0      |
| 14 – 24. Mai 2008 – 14:00     | Volksrepublik China | Japan               | 3:3      |
| 15 – 24. Mai 2008 – 16:00     | Australien          | Niederlande         | 1:2      |

### Platzierungsspiele
| Spiel um Platz 5 und 6 | 25. Mai 2008 10:00 | Australien  | 3 – 0 (2 - 0) | Japan               |
| Spiel um Platz 3 und 4 | 25. Mai 2008 12:30 | Niederlande | 3 – 0 (2 - 0) | Volksrepublik China |
| Finale                 | 25. Mai 2008 15:00 | Argentinien | 6 – 2 (3 - 1) | Deutschland         |